# Marcos Milinković
Marcos Antonio Milinković (San Martín, 22 dicembre 1971) è un allenatore di pallavolo ed ex pallavolista argentino.

## Palmarès

### Premi individuali
- 1995 - Coppa del Mondo: Miglior realizzatore
- 1996 - Giochi della XXVI Olimpiade: Miglior servizio
- 1997 - Superliga: Miglior realizzatore
- 1998 - Campionato mondiale: Miglior schiacciatore
- 2000 - Giochi della XXVII Olimpiade: Miglior realizzatore
- 2001 - Coppa America: Miglior schiacciatore
- 2002 - Campionato mondiale: MVP
- 2002 - Campionato mondiale: Miglior realizzatore
- 2002 - Campionato mondiale: Miglior opposto
- 2004 - Superliga: MVP
- 2004 - Superliga: Miglior realizzatore
- 2004 - Superliga: Miglior servizio
- 2005 - Top Teams Cup: MVP
- 2005 - Top Teams Cup: Miglior servizio
- 2010 - Fundacion Konex: Premios Konex de Platino Miglior pallavolista argentino della decada 2000-2009